# Тонкопряд кавказский
Тонкопряд кавказский, или тонкопряд Шамиля (лат. Phassus schamyl) — бабочка из семейства Тонкопряды. Кавказский эндемик. Реликт древней тропической фауны, некогда существовавшей на Кавказе. Относится к роду, включающему в себя около 40 видов, из которых только 4 заходят в Палеарктику. Вид был назван в честь Шамиля — предводителя кавказских горцев, возглавлявшего национально-освободительное движение в середине XIX века.

## Описание
Размах крыльев самца — 5—8 см, самки — до 9 см. Длина тела 35 мм. Усики очень короткие. Крылья широкие. Переднее крыло серповидно изогнутое. Окраска крыльев от темно-коричневой до рыжей, с лиловатым и розовым оттенками. Передние крылья коричневые с вишнево-розоватыми затемнениями, имеет сложный рисунок бурого цвета с несколькими каплеобразными золотистыми пятнами и черточками у основания, посредине и в верхней части крыла. Задние крылья буро-серого цвета, их вершина и нижний край розовые.

## Ареал
Краснодарский край России.

## Биология
Имаго не питаются, а существуют за счет запасов веществ, накопленных гусеницей. Время лёта бабочек в Абхазии в августе, в районе Сочи — в августе и первой декаде сентября.
Для бабочек характерен брачный полет в воздухе на высоте 1—2 метров от земли. Вихляющимися движениями бабочка описывает сильно вытянутую восьмерку. Такой полёт длится 10—15 минут на закате и прекращается с наступлением темноты. После брачного полета самец и самка садятся на какое-то растение и начинают спариваться. При этом самец обычно сидит на ветке, а его самка свисает с неё головным концом тела вниз.
Яйца овальной формы, гладкие, диаметром 0,5 мм. Только что отложенные яйца желтоватого цвета, спустя сутки они чернеют. В лабораторных условиях самка отложила 774 яйца. Бабочка откладывает яйца вокруг нижней части ствола. Гусеницы до 60 — 70 мм длиной, беловато-желтого цвета с коричневой головой и бледными щитами и щитками. Крючки брюшных ног трехрядные. Кожа покрыта редкими волосками. У молодых гусениц тело серо-пепельного цвета, щиты и щитки коричневого цвета, имеются продольные полосы. Первоначально обитает в прошлогодней лиственной подстилке, где питается полусгнившими листьями. Гусеницы более поздних возрастов обитают в почве в сплетённых шелковистых чехликах. Здесь они начинают питаться корнями различных травянистых растений. Куколка темно-желтого цвета, длиной 40 — 50 мм. Развитие куколки продолжается 14 — 16 дней. Зимуют гусеницы.